# Стратієвська-Гросман Софія Семенівна
Софія Семенівна Стратієвська-Гросман Історик російської суспільно-політичної думки

## Життєпис та науковий доробок
На початку ХХ ст. завершила навчання на історико-філологічному відділенні ОВЖК. На початку 1910-х викладала в одеській жіночій гімназії К. Пашковської. У становленні її інтересів найважливішу роль відіграв проф. І. Линниченко. Під його керівництвом вона опрацьовувала джерела з архіву колишнього Новоросійського та Бессарабського генерал-губернатора. Була одним з засновників ОБТ при ІНУ. На засіданнях товариства прочитала 5 доповідей, присвячених аналізу праць з російської історії та літератури. Особливо цікавилась творчістю А. Чехова, звертала увагу на ступінь літературності стилю праць істориків. Серед її історичних публікацій найціннішим внеском в історичну науку була велика праця, присвячена історії російського слов’янофільства. На її думку, слов’янофіли були основними ідеологами російського націоналізму. Вважала, що на всіх етапах свого розвитку слов’янофільство відзначалось цією константною рисою. Одною з перших в історіографії проаналізувала погляди пізніх слов’янофілів – М. Данилевського та К. Леонтьєва. Ґрунтовністю відзначались її рецензії на праці М. Покровського та князя Барятинського. Авторка не лише переказувала зміст їх робіт, але і критично аналізувала їх погляди та висловлювала свої думки. З одного боку, історик привітала спробу М. Покровського висвітлити історію Росії за допомогою марксистської методології. Разом з тим, як і її вчитель І. Линниченко, вона вважала цю методологію обмеженою, занадто догматичною. Недостатньо обґрунтованим з позицій історичного джерелознавства вона вважала думку князя Барятинського про те, що Олександр І зрікся престолу та мандрував під виглядом старця Федіра Кузьмича.

## Праці
- Из истории славянофильства // Труды слушательниц ОВЖК. – Т. ІІ. – 1911;
- «Царственный мистик» кн. Барятинского // Известия ОБО. – Т. 2. – 1913;
- Новый труд по истории русской культуры // Известия ОБО. – Т. 5. – 1916.